# Дилема їжака

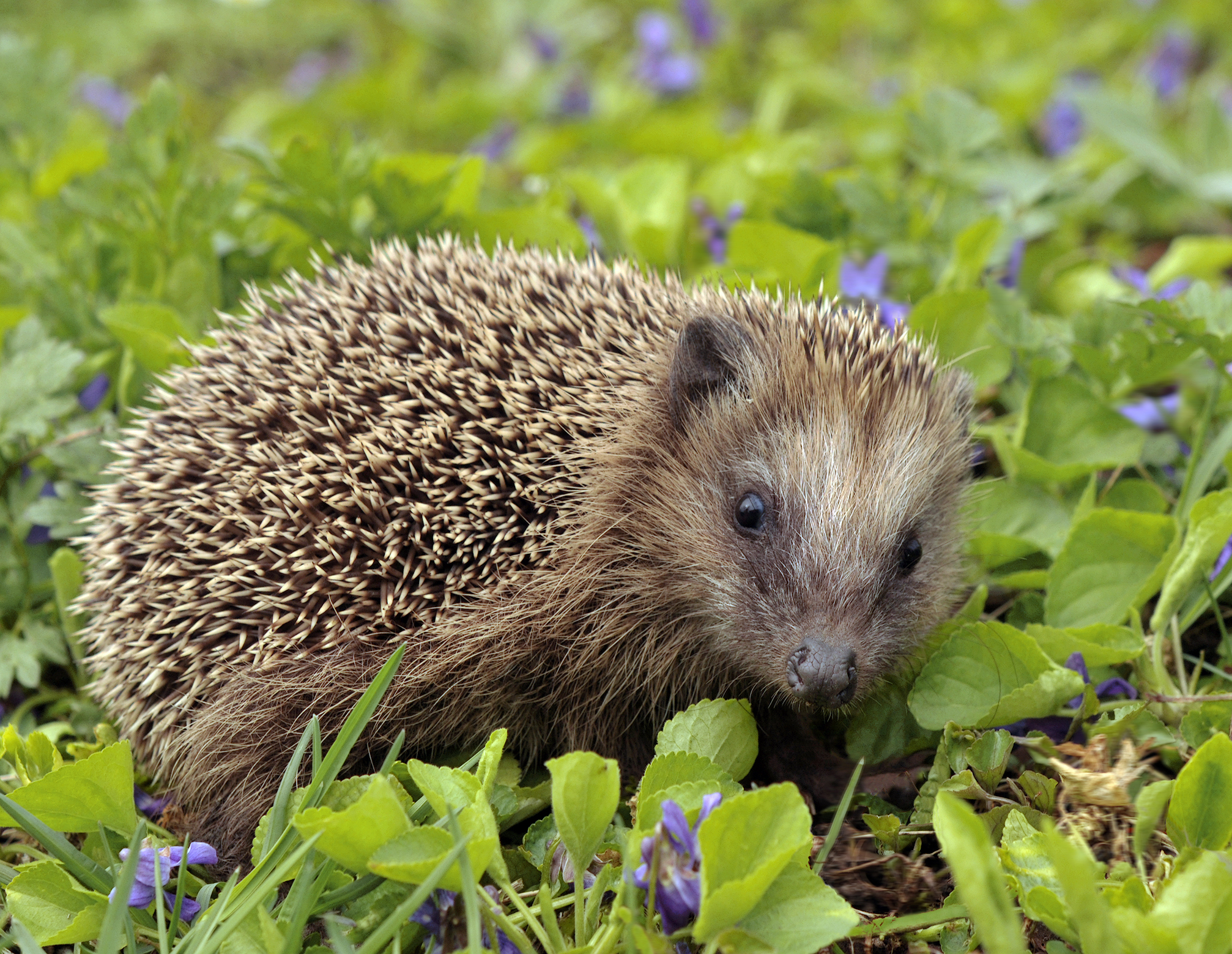
Їжак європейський

Дилема їжака, або іноді дилема дикобраза, є метафорою про виклики людської близькості. Вона описує ситуацію, в якій група їжаків намагається наблизитися один до одного, щоб поділитися теплом у холодну погоду. Проте їм потрібно залишатися на відстані, адже вони не можуть не поранити одне одного своїми гострими голками. Хоча всі вони мають намір мати близькі взаємовідносини, це може не статися з причин, які їм не під силу контролювати.
Артур Шопенгауер придумав цю метафору для позначення стану особистості в суспільстві. Попри добру волю, люди не можуть бути близькими без ризику взаємної шкоди, що призводить до обережних і непевних стосунків. Розумно бути обережним у стосунках з іншими через страх отримати травму, а також через страх завдати болю. Ця дилема може спонукати до самоізоляції.

## Шопенгауер

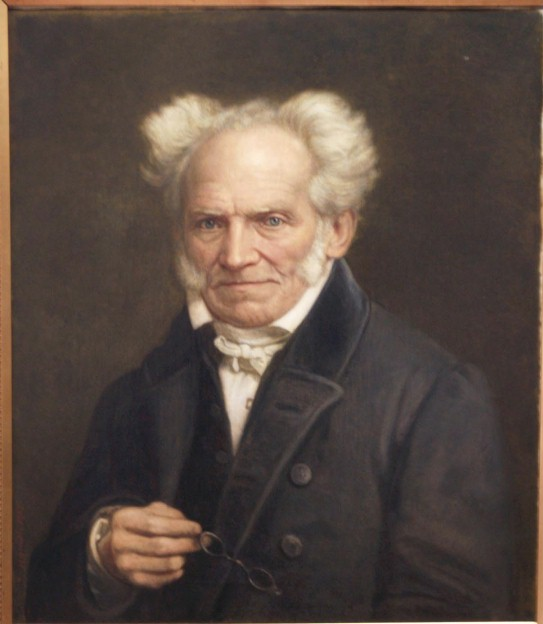
Шопенгауер опублікував перший опис дилеми дикобраза у 1851 році.

Концепція бере свій початок у наступній притчі німецького філософа Шопенгауера: В один холодний зимовий день група поросят зібралася разом, намагаючись зігрітися, щоб не замерзнути. Але вони швидко відчули вплив своїх голок, що змусило їх знову відсторонитися.  Коли потреба в теплі знову з'єднала їх, незручності від голок повторилися, і вони опинилися між двома бідами, поки не знайшли правильну відстань, з якої могли найкраще терпіти одне одного. Таким чином, потреба в спілкуванні, що виникає з порожнечі та монотонності людського життя, зближує їх; проте їхні численні неприємні та відразливі якості, а також нестерпні недоліки знову віддаляють їх. Середня відстань, яку вони врешті-решт знаходять і яка дозволяє їм витримувати спілкування, — це ввічливість і гарні манери.  Того, хто не дотримується цього, в Англії зазвичай просять «тримати дистанцію». Завдяки цьому потреба в взаємному теплі буде задоволена лише частково, але, з іншого боку, голки не відчуватимуться. Проте той, у кого є багато внутрішнього тепла, віддасть перевагу уникати суспільства, щоб не завдавати собі або іншим неприємностей чи клопотів."

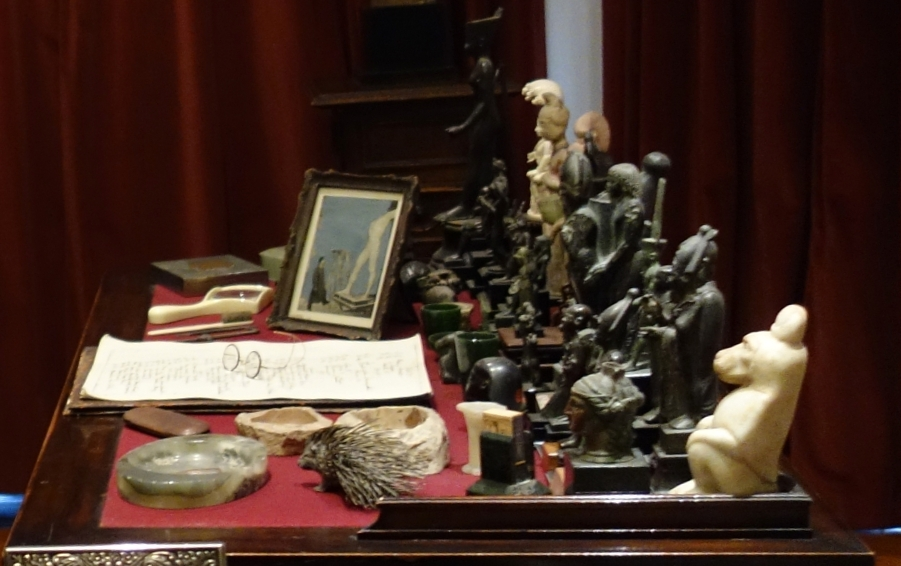
Дикобраз на столі Фрейда в кабінеті його будинку в Лондоні, нині Музей Фрейда.

Вона увійшла у сферу психології після того, як казку відкрив і прийняв Зигмунд Фрейд. Розповідь Шопенгауера цитував Фрейд у виносці до його праці 1921 року «Групова психологія та аналіз Его» (нім. Massenpsychologie und Ich-Analyse). Фрейд зазначив про свою подорож до США у 1909 році: "Я їду до США, щоб побачити дикого дикобраза і прочитати кілька лекцій.
Ця дилема привернула емпіричну увагу в сучасній психологічній науці. Джон Манер та його колеги (Натан ДеВалл, Рой Баумейстер та Марк Шаллер) посилалися на «проблему дикобраза» Шопенгауера, коли інтерпретували результати експериментів про людську реакцію на остракізм. Дослідження показало, що учасники, які зазнали соціального виключення, були більш схильними шукати нові соціальні зв'язки з іншими.

## У масовій культурі
Притча про дилему їжака була використана в аніме-серіалі Neon Genesis Evangelion, особливо в його четвертому епізоді з однойменною назвою.
Короткометражний фільм «Генрі», відзначений нагородами, є модерністською версією дилеми їжака: у цій історії їжак врешті-решт знаходить соціальний комфорт завдяки черепасі, тобто іншій соціальній істоті, яка є невразливою для їжачих шипів. У контексті початкової дилеми це можна сприймати як відображення потреби у варіативності людських соціальних уподобань.
Японська вокалоїдна пісня Harinezumi Тота Касамура розповідає про дилему їжака.